# Trèves (Allemagne)
Pour les articles homonymes, voir Trèves.
Trèves (/tʁɛv/ en allemand : Trier /ˈtʁiːɐ̯/ , en francique (luxembourgeois et mosellan) : Tréier) est une ville et un arrondissement d'Allemagne, dans le Land de Rhénanie-Palatinat. La ville est située sur la Moselle, dans l'ouest de l'Allemagne.

## Histoire
| Appartenances historiques Électorat de Trèves 898-1797 République cisrhénane (Sarre) 1797-1802 République française (Sarre) 1802-1804 Empire français (Sarre) 1804-1813 Royaume de Prusse (Grand-duché du Bas-Rhin) 1815-1822 Royaume de Prusse (Province de Rhénanie) 1822-1918 Empire allemand (Royaume de Prusse) 1871-1918 République de Weimar (État libre de Prusse) 1918-1933 Reich allemand (État libre de Prusse) 1933-1937 Reich allemand (Moselland) 1937-1945 Allemagne occupée (Zone d'occupation française en Allemagne) 1945-1949 Allemagne de l'Ouest (Rhénanie-Palatinat) 1949-1990 Allemagne (Rhénanie-Palatinat) 1990-présent |

### Antiquité
Cette ville, ancienne colonie romaine, est fondée à l'époque romaine, en l'an 16 av. J.-C. sous le nom d'Augusta Treverorum, sur le site du chef-lieu d'un peuple gaulois, les Trévires. Le pont romain en pierre qui franchit la Moselle est édifié en 45 apr. J.-C., en remplacement d'un premier pont de bois : c'est le plus ancien pont d’Allemagne encore debout. Colonie romaine et place forte très importante dans la défense contre les « Barbares », elle est dotée d'une enceinte abritant la plus grande surface urbaine de Gaule (282 hectares). Il subsiste de cette enceinte la Porta Nigra, monumentale porte fortifiée devenue le symbole de la ville, ainsi que quelques fondations des murs d'enceinte. Sa composition architecturale combinant une édification de porte fortifiée et une architecture palatiale en fait une réalisation singulière.

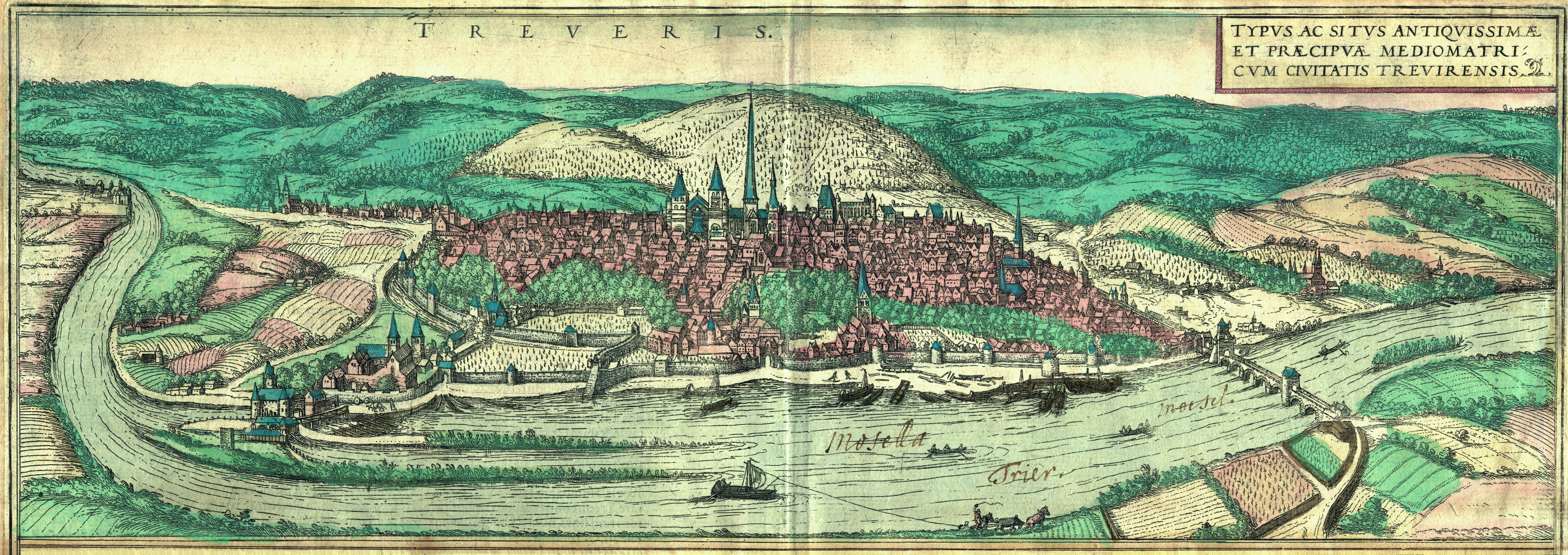
Vue de Trèves réalisée en 1572 par Georg Braun (cartographe) et Frans Hogenberg.

Grande métropole marchande à partir du IIe siècle, devenue l'une des capitales de la Tétrarchie à la fin du IIIe siècle et siège d'un atelier monétaire impérial à partir de 294, Trèves est alors qualifiée de « seconde Rome » ou Roma Secunda. Avec les réorganisations de la Tétrarchie, Lugdunum (l'actuelle ville de Lyon) perd son rang de capitale des Gaules en 297, au profit de Trèves, plus proche de la frontière du Rhin. Elle devient importante entre 260 et 274, lors de l'Empire des Gaules, pour devenir le principal atelier monétaire des empereurs gaulois, usurpateurs vis-à-vis de l'Empire romain. De l'époque romaine subsistent la Porta Nigra (porte noire), le plus grand édifice romain sur le sol allemand, la basilique de Constantin, où siège un tétrarque (aujourd'hui une église protestante), les restes d'un amphithéâtre (voir Amphithéâtre de Trèves), ainsi que des ruines de thermes romains.

### Du  Moyen Âge auXIXesiècle
Au début du Ve siècle, au cours des invasions germaniques, Trèves est attaquée et pillée plusieurs fois par les Francs. Peu auparavant, la préfecture des Gaules est transférée de Trèves à Arles.
La cathédrale de Trèves est alors le siège d'un archidiocèse dont l'archevêque est l'un des princes-électeurs du Saint-Empire romain germanique. Là est conservé un vêtement considéré comme la Sainte Tunique, c'est-à-dire le vêtement porté par Jésus-Christ au Golgotha.
Trèves est, de 1797 à 1814, le chef-lieu du département de la Sarre.

### Depuis 1930
La synagogue est endommagée pendant la nuit de Cristal (1938). Elle est totalement détruite lors du raid aérien du 14 août 1944 qui par ailleurs a détruit ou endommagé sévèrement de nombreuses constructions de la vieille ville.
En juin 1940, plus de 60 000 prisonniers de guerre britanniques furent stationnés à Trèves.
Après la Seconde Guerre mondiale, le 51e régiment de transmissions français y a stationné jusqu'en 1984. Une garnison du 7e régiment du matériel, régiment dissous en 1993, y a été également implantée.
L'Université de Trèves, fermée en 1798, fut refondée en 1970. 
Le remarquable ensemble de ruines romaines de la ville lui vaut d'être classée au patrimoine mondial de l'UNESCO depuis 1986.

## Démographie
Le nombre d'habitants est considéré d'après l'étendue actuelle de la commune. Les données proviennent de recensements (¹) ou de données statistiques de l'administration de la commune. Le bond en avant de la population en 1970 s'explique par le rattachement de communes voisines en 1969.
| Année | Habitants      |
| ----- | -------------- |
| 100   | environ 20 000 |
| 300   | environ 80 000 |
| 1363  | environ 10 000 |
| 1542  | environ 8 500  |
| 1613  | environ 6 000  |
| 1702  | environ 4 200  |
| 1801  | 8 829          |
| 1830  | 19 075         |
| 1871  | 21 442         |

| Année               | Habitants |
| ------------------- | --------- |
| 1885                | 26 126    |
| 1890                | 36 166    |
| 1900                | 43 324    |
| 1910                | 49 112    |
| 16 juin 1925 ¹      | 58 140    |
| 16 juin 1933 ¹      | 62 619    |
| 17 mai 1939 ¹       | 76 692    |
| 13 septembre 1950 ¹ | 75 526    |
| 6 juin 1961 ¹       | 87 100    |

| Année         | Habitants |
| ------------- | --------- |
| 27 mai 1970 ¹ | 103 600   |
| 30 juin 1975  | 100 500   |
| 30 juin 1980  | 95 300    |
| 30 juin 1985  | 93 700    |
| 27 mai 1987 ¹ | 94 117    |
| 30 juin 1997  | 99 700    |
| 30 juin 2003  | 100 116   |
| 30 juin 2004  | 100 075   |
| 30 juin 2005  | 99 685    |

| Année            | Habitants |
| ---------------- | --------- |
| 31 décembre 2006 | 103 518   |
| 31 décembre 2007 | 103 888   |
| 31 décembre 2008 | 104 640   |
| 31 décembre 2009 | 104 587   |
| 31 décembre 2010 | 105 260   |
| 31 décembre 2011 | 106 284   |
| 31 décembre 2012 | 106 544   |
| 31 décembre 2013 | 107 233   |
| 31 décembre 2014 | 108 472   |
| 31 décembre 2015 | 114 914   |
| 31 décembre 2017 | 110 013   |
| 31 décembre 2018 | 110 636   |
| 31 décembre 2019 | 111 528   |

¹ résultat de recensement
Au 31 décembre 2015, la ville comptait 114 914 habitants,.

## Galerie

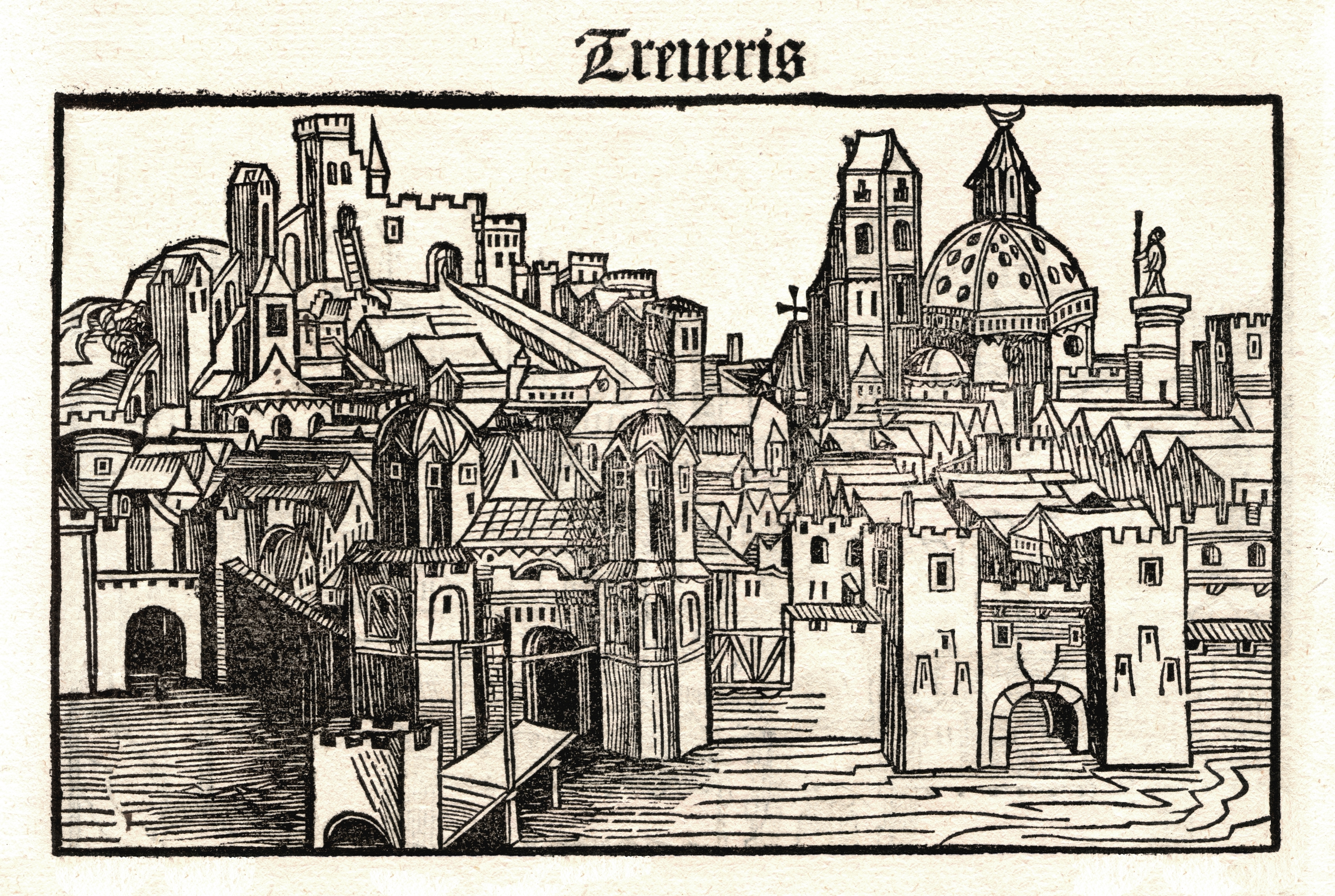
La ville de Trèves dans La Chronique de Nuremberg, représentation réalisée par Michael Wolgemut et présentée dans une édition de 1497.
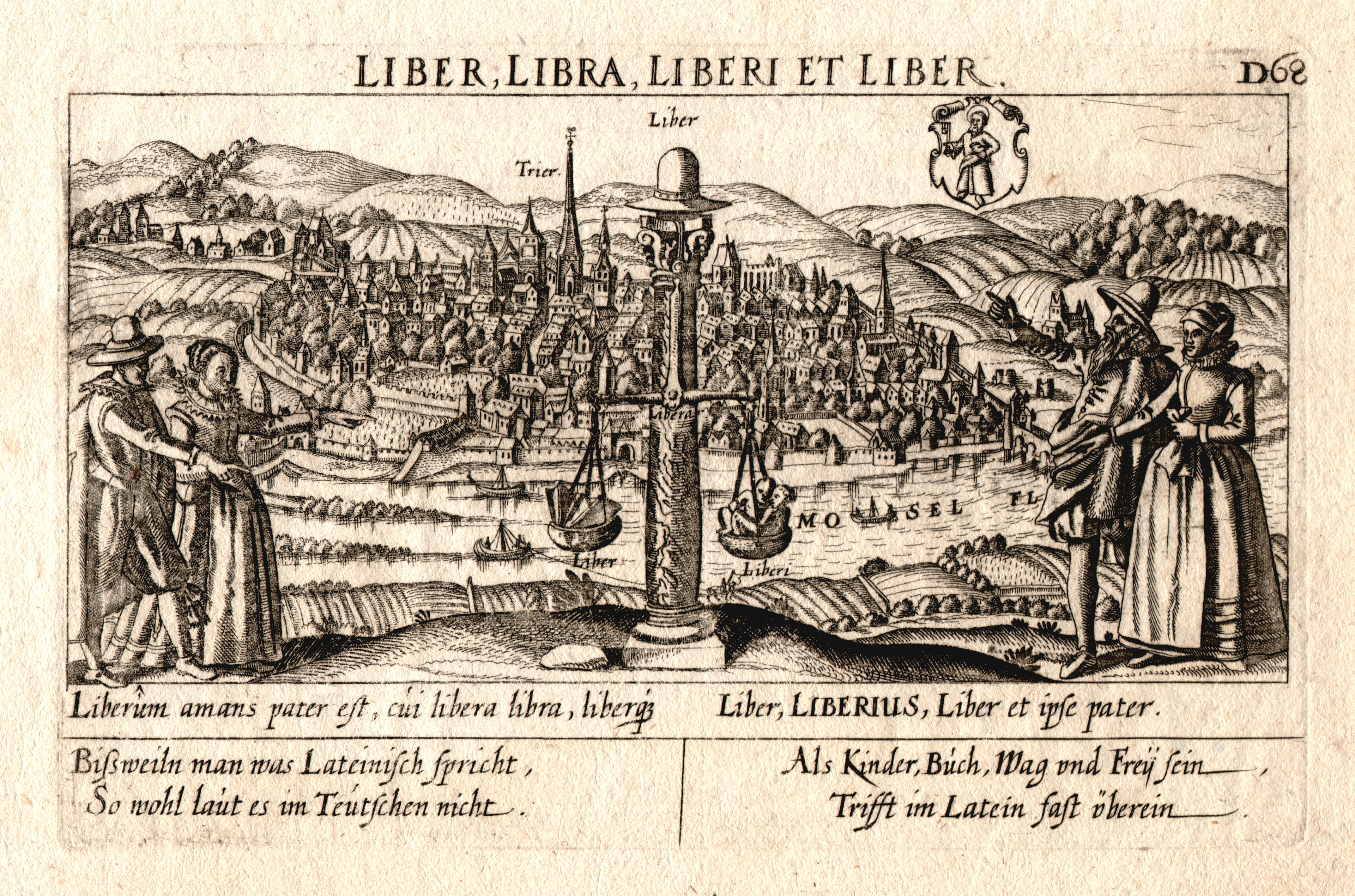
Vue de la ville de Trèves dans le Thesaurus philopoliticus, gravure sur cuivre d'Eberhard Kieser, 1625.
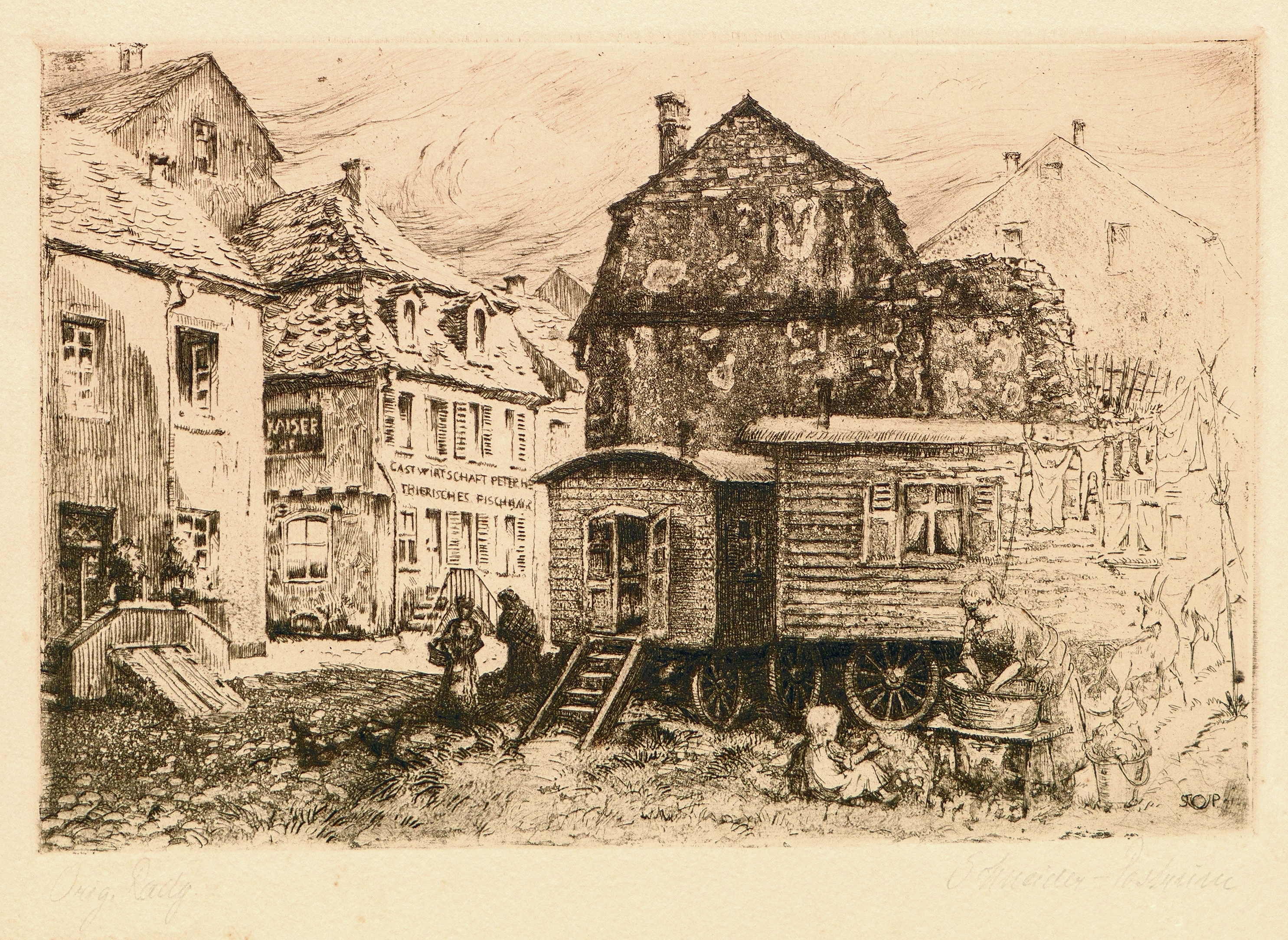
St.-Barbara-Ufer, à Trèves, par Anton Schneider-Postrum (de), 1919.

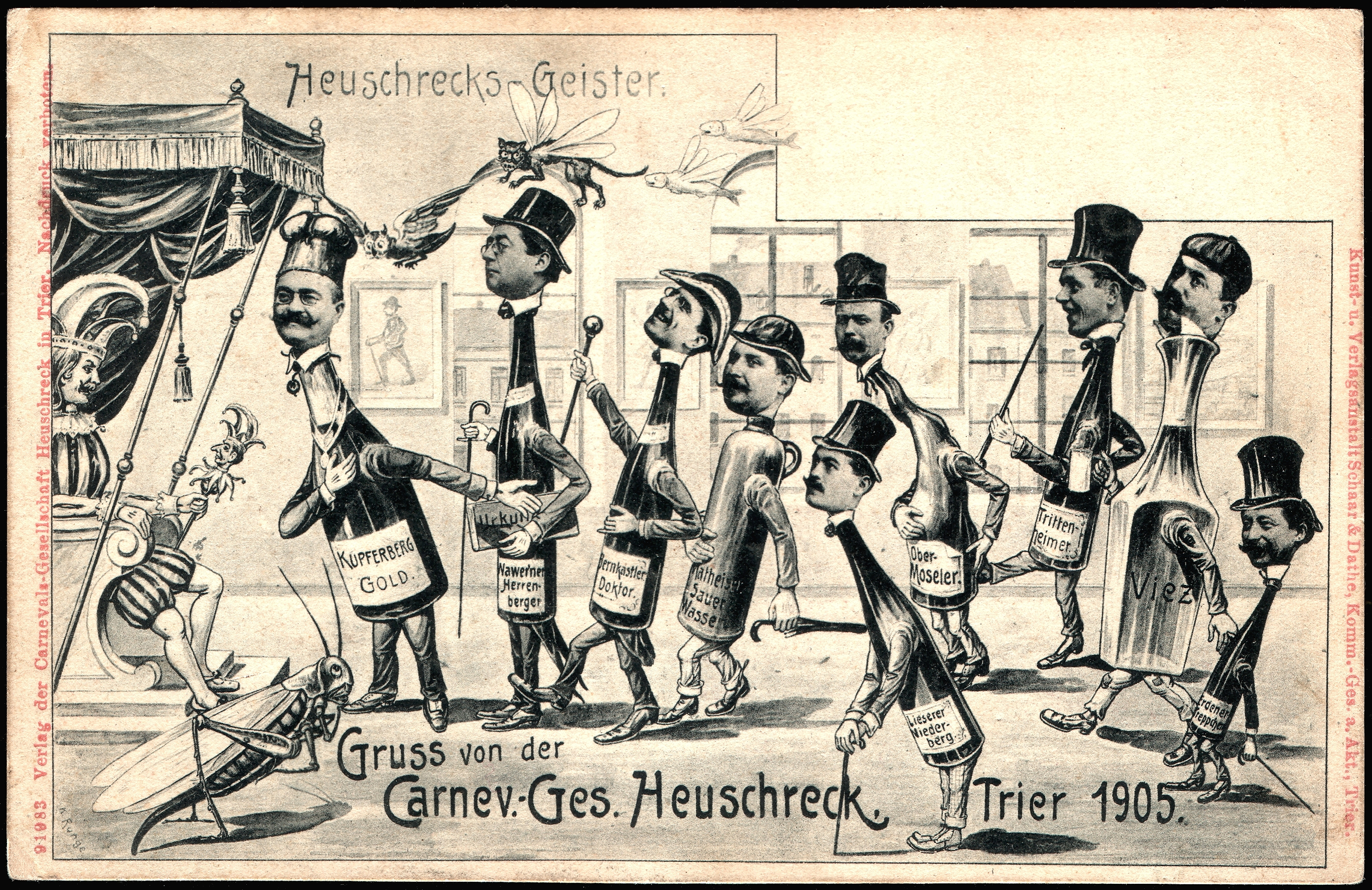
Caricature de 1905 d'une ancienne association pour le carnaval à Trèves, le « Trierer Karnevalsgesellschaft Heuschreck », fondée en 1848, dont les membres sont représentés en bouteilles de vin.
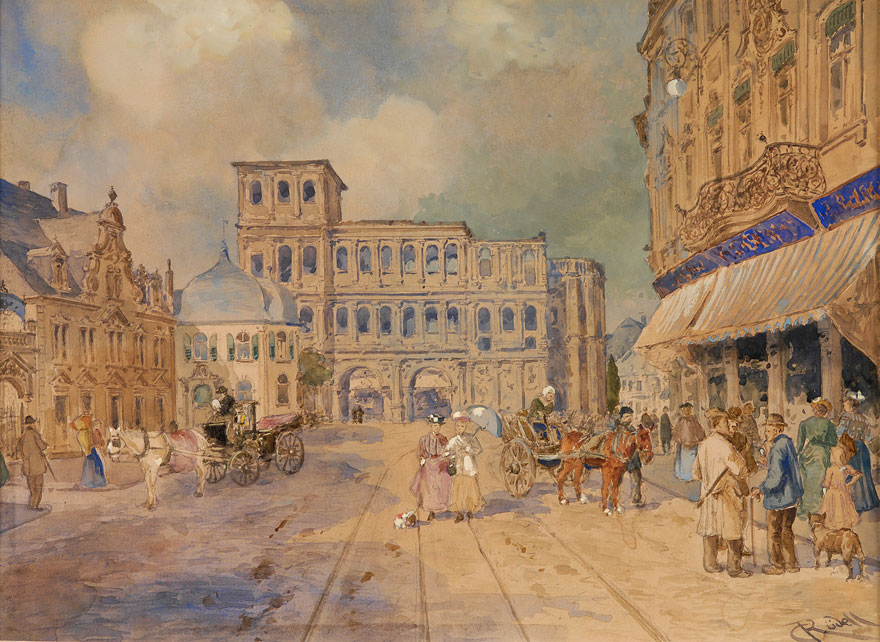
Vue de Trèves avec la Porta Nigra, gouache de Carl Rüdell (de) (1855–1939)
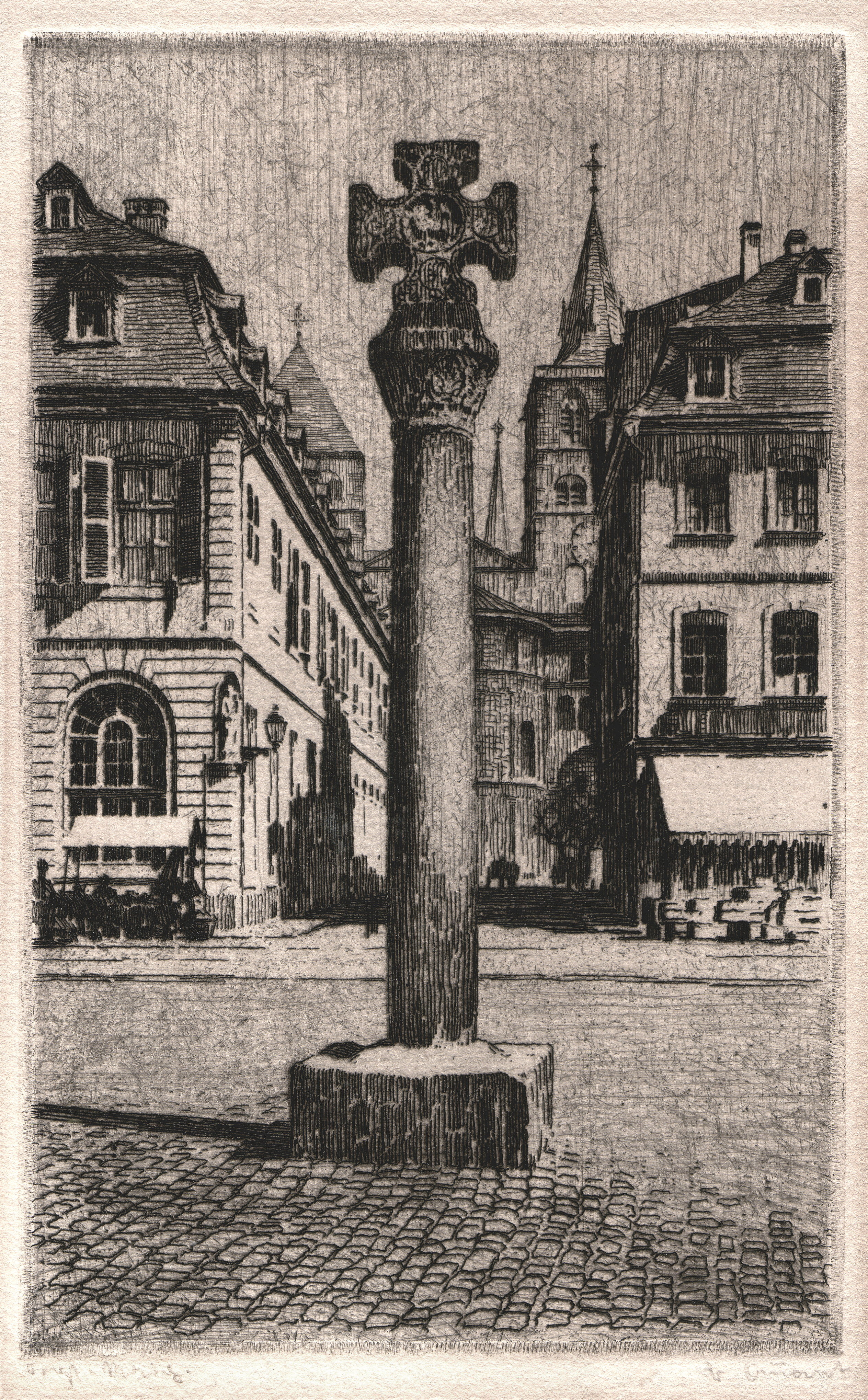
La Marktkreuz (Trier) (de). Une eau-forte de Fritz Quant.

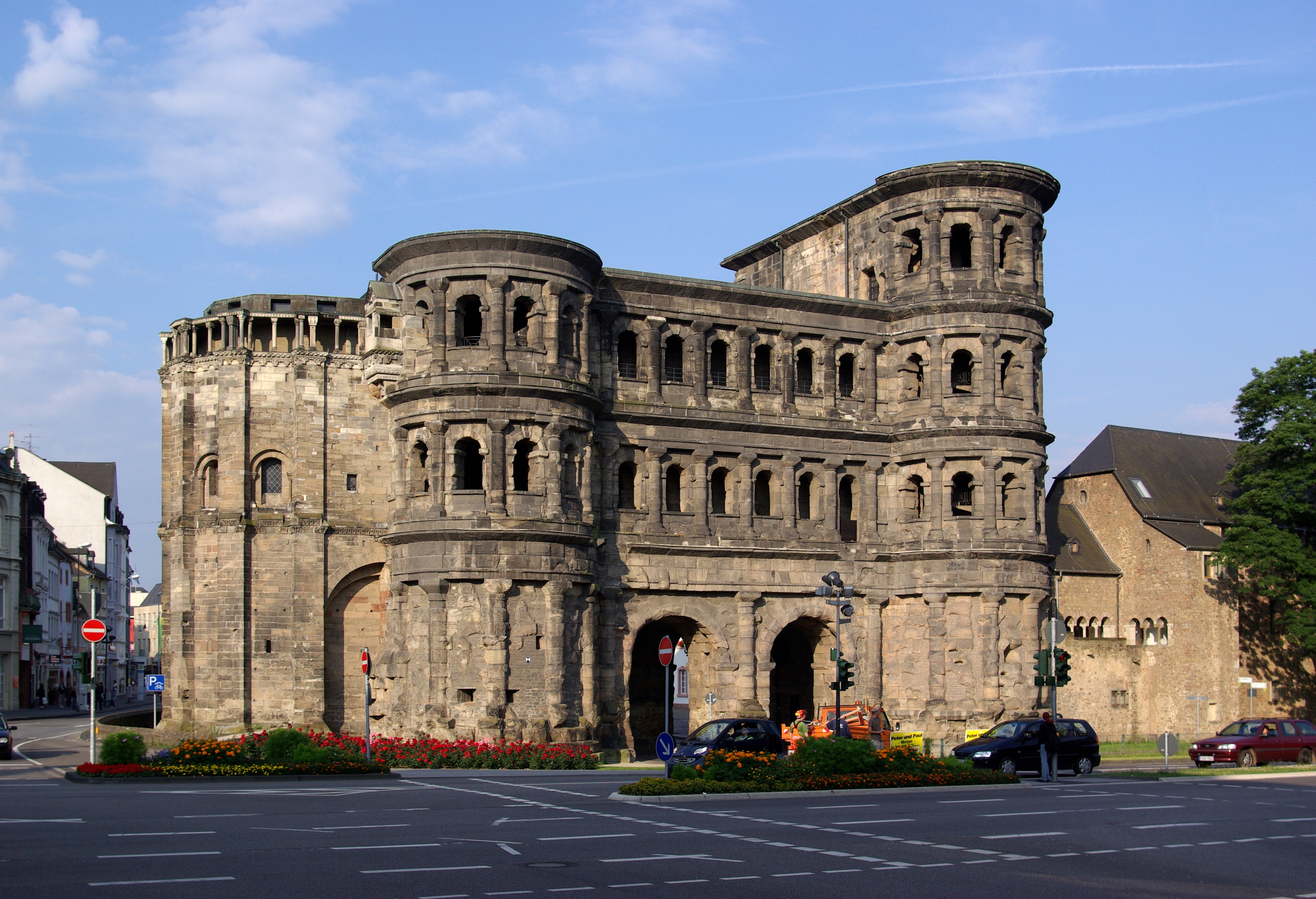
La Porta Nigra, symbole de Trèves.
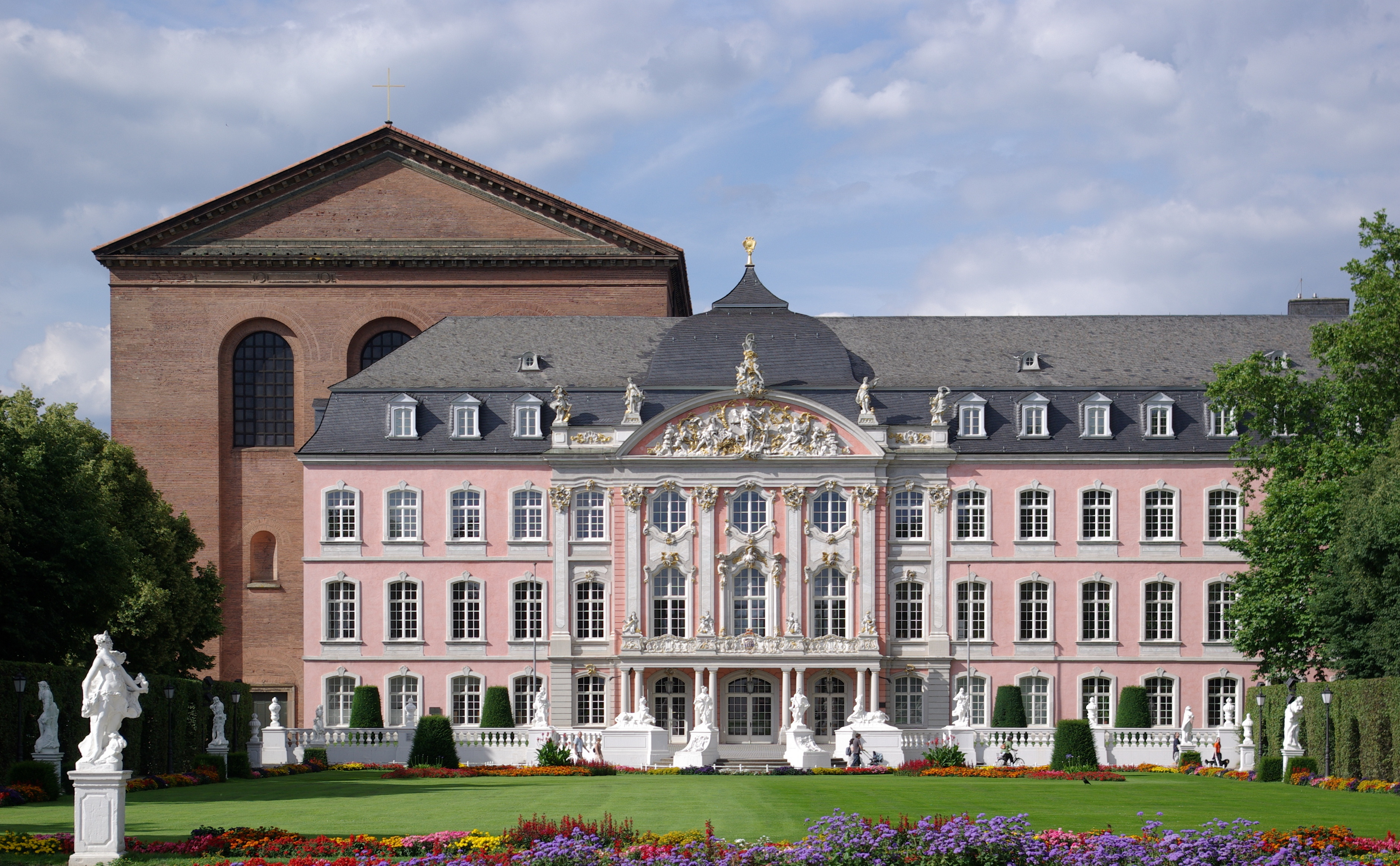
La basilique de Constantin et le palais des princes électeurs.
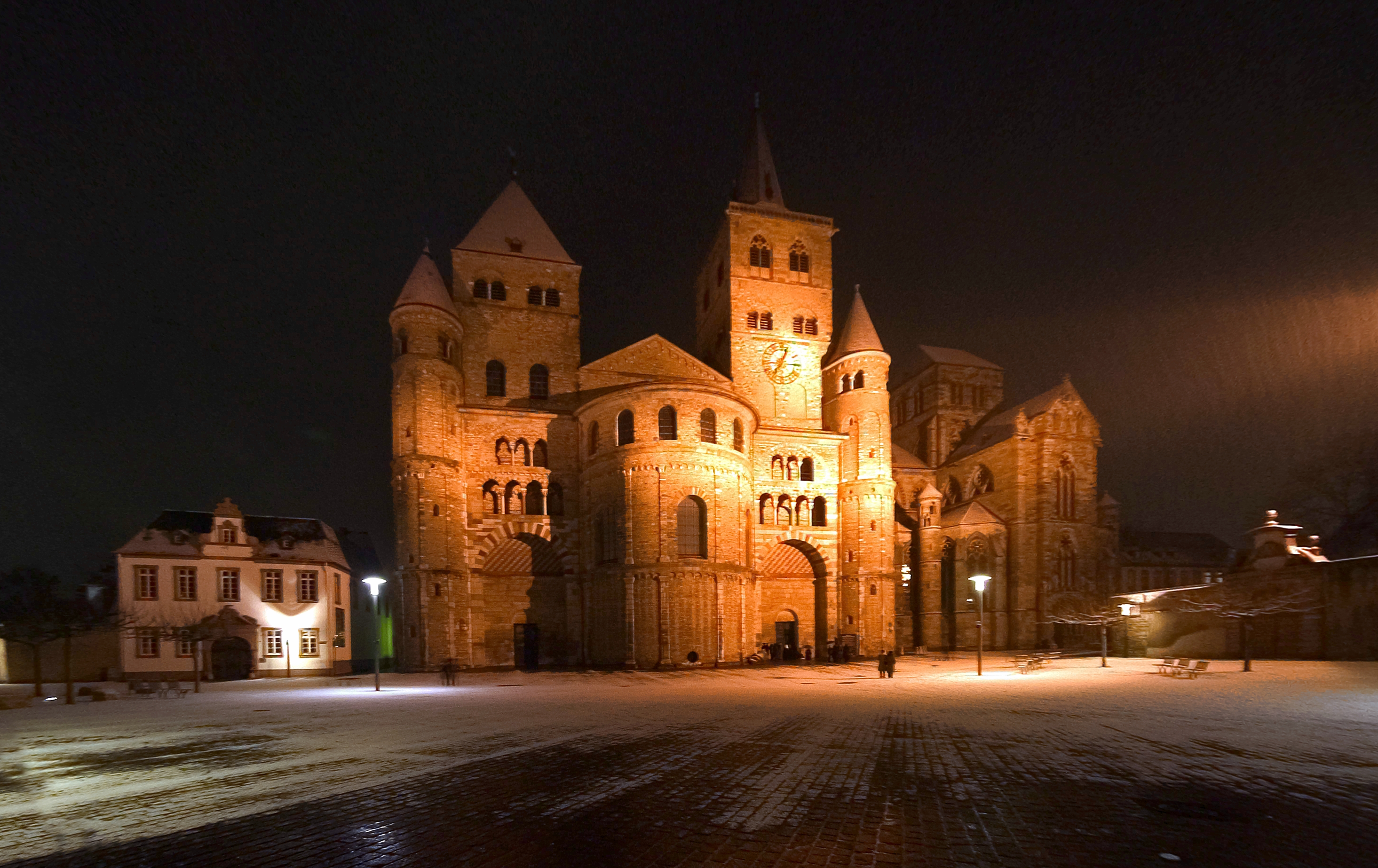
La cathédrale de Trèves, la nuit.
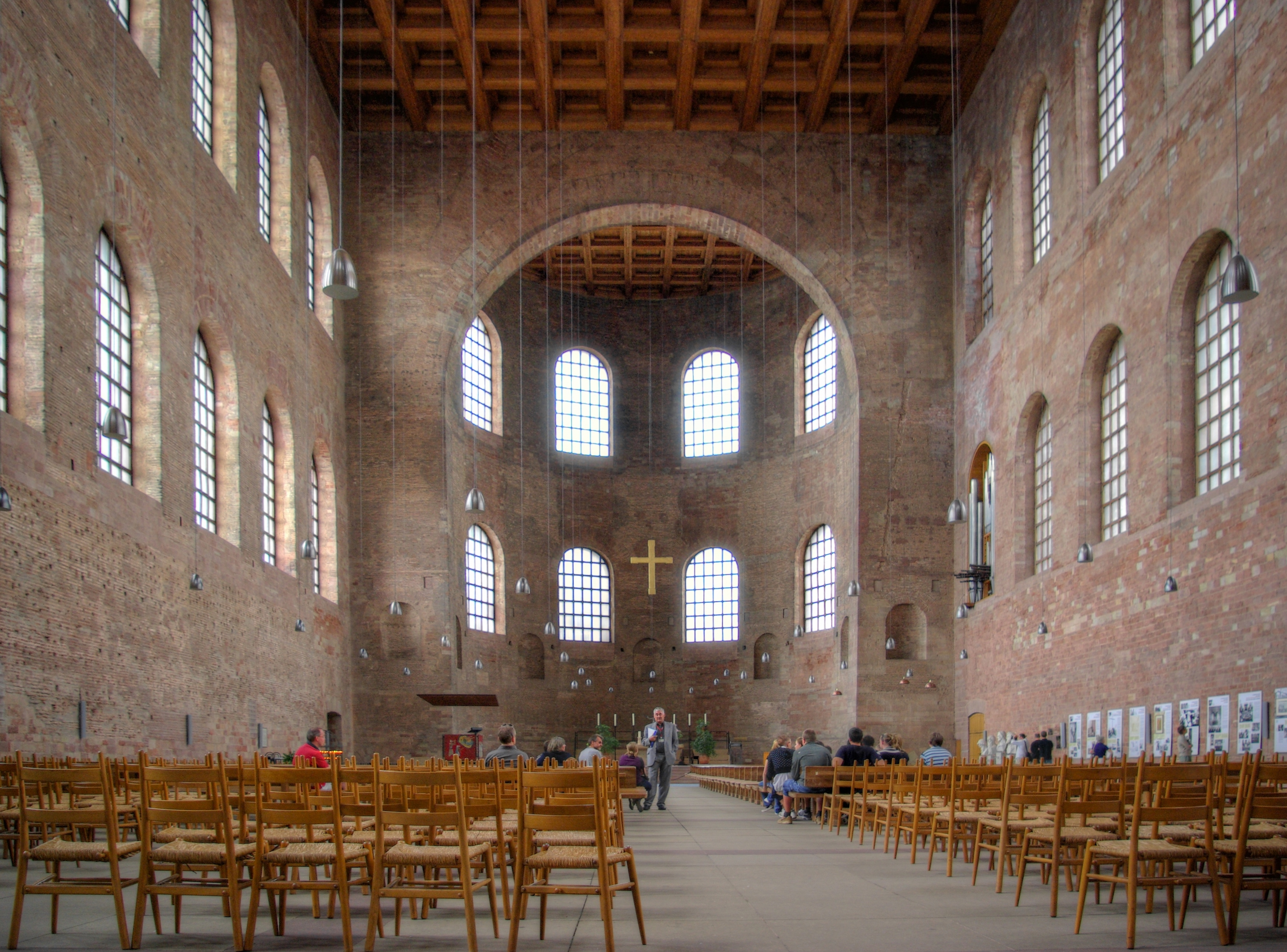
Intérieur de la basilique romaine de Trèves, ancienne salle du trône impérial.
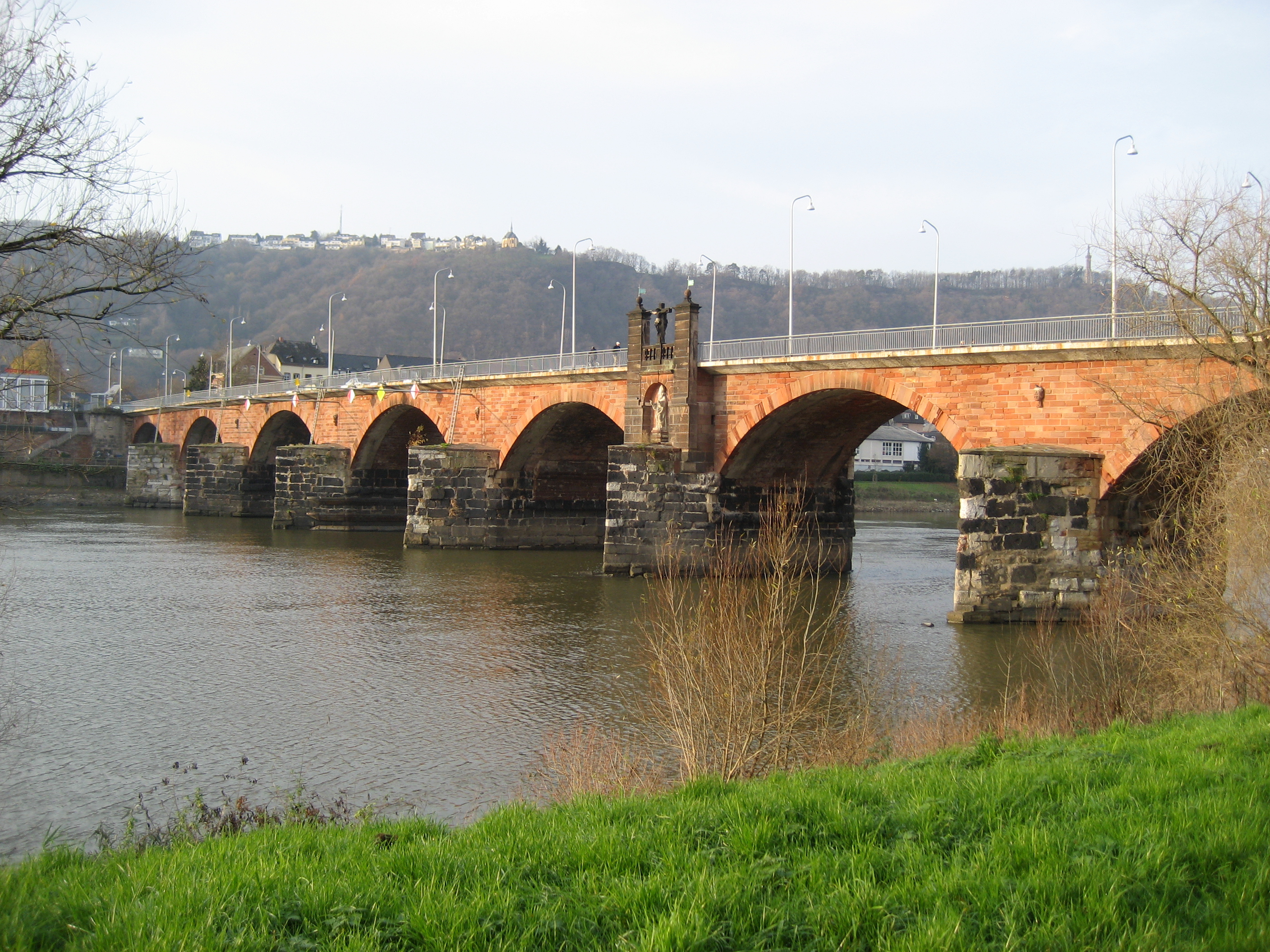
Le pont romain de Trèves sur la Moselle.
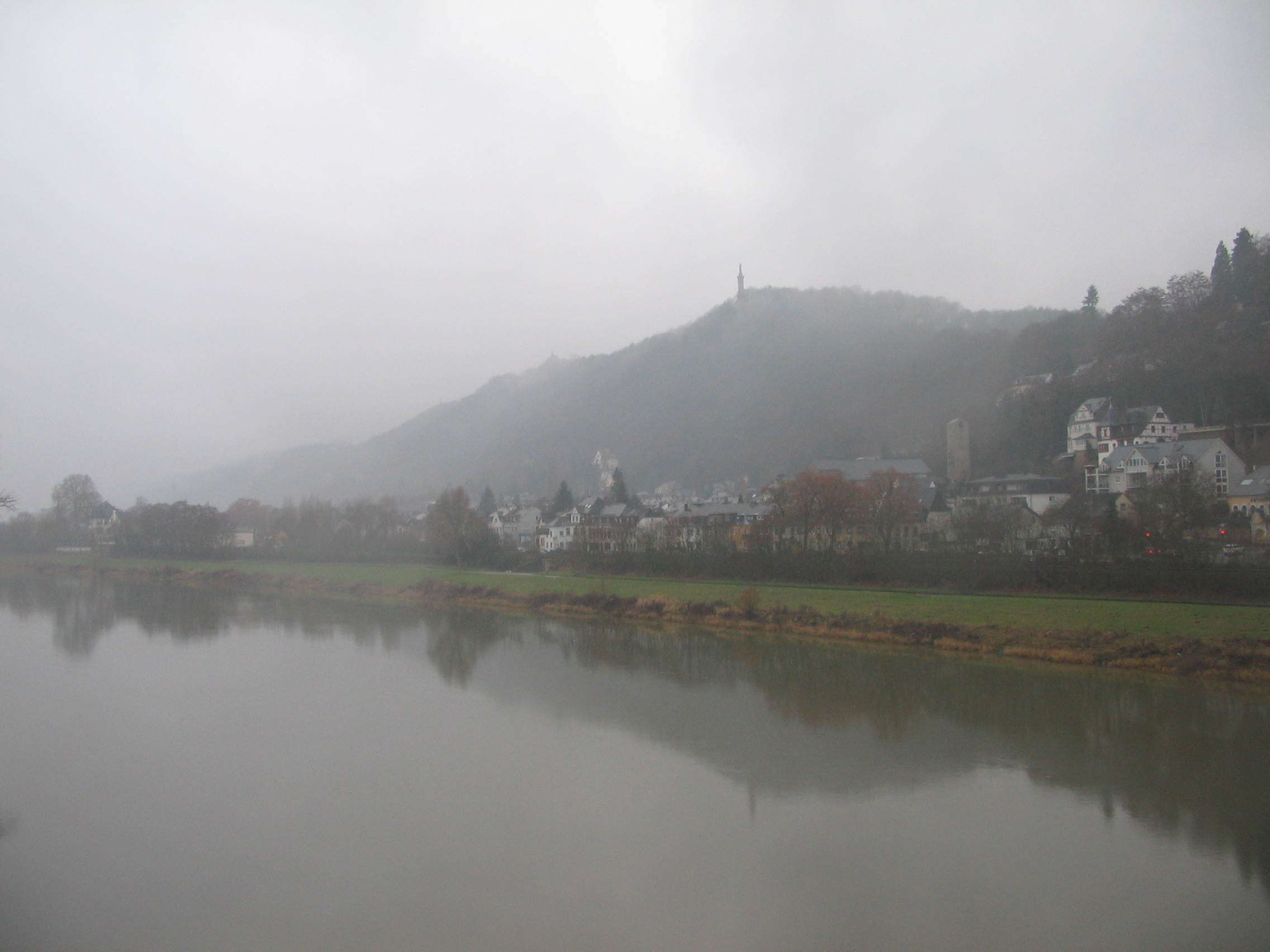
La Moselle sous la brume.
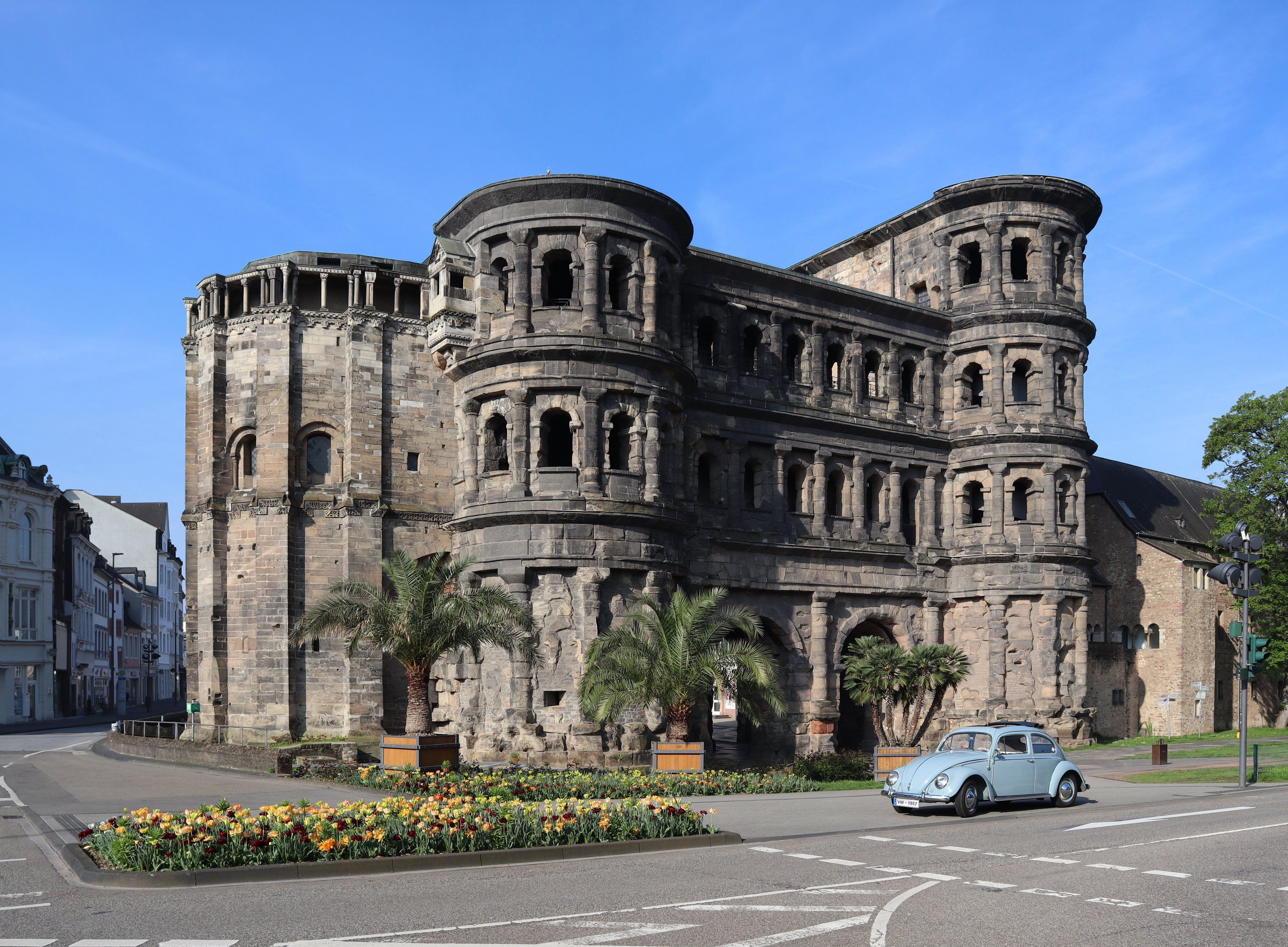
La porte noire de Trèves avec une Volkswagen Coccinelle des années 1950 garée devant. Mai 2023.

## Lieux et monuments
- Porta Nigra

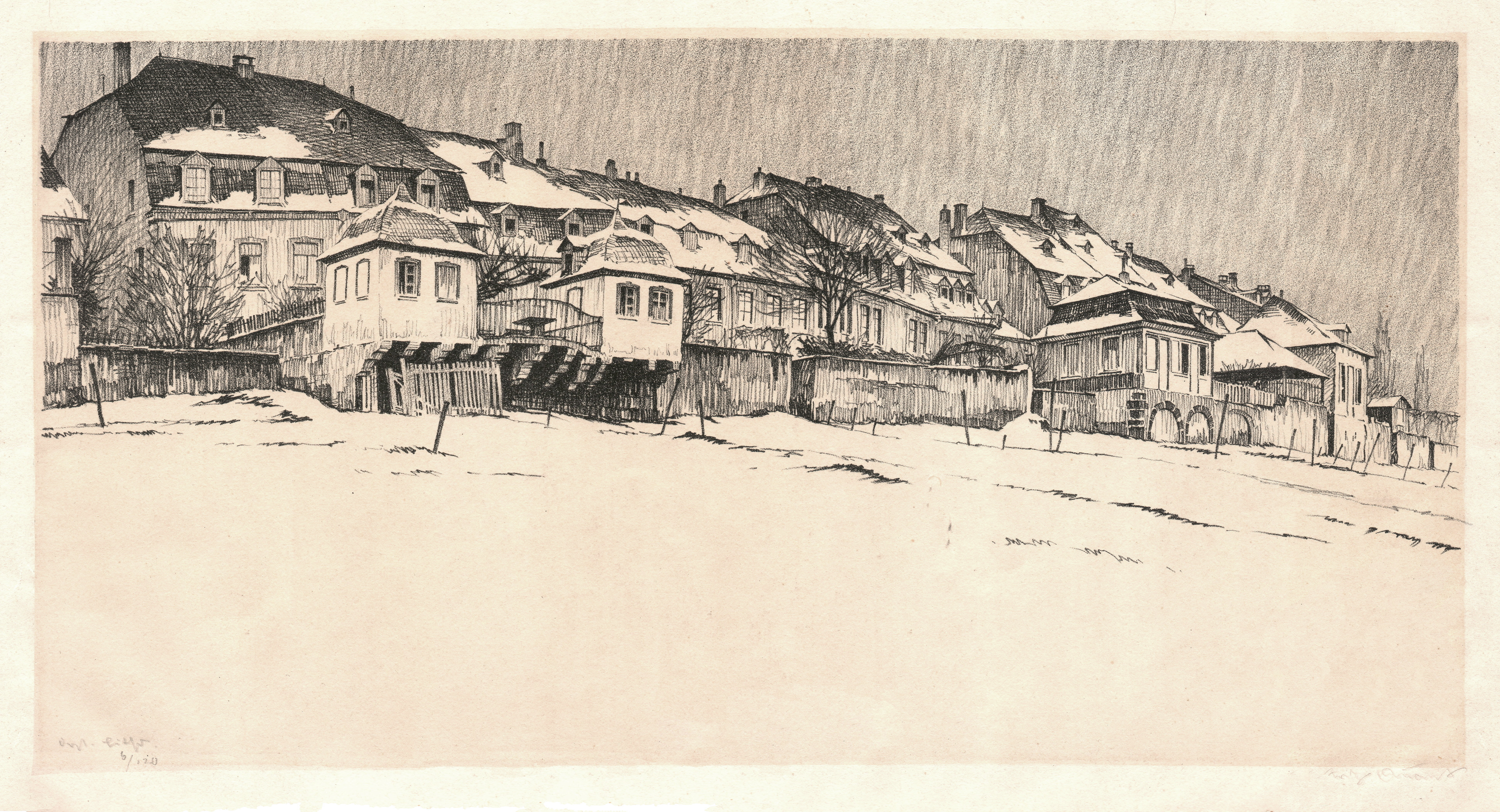
Zurlauben im Schnee soit le quartier de Zurlaubener Ufer sous la neige à Trèves, une lithographie de Fritz Quant, vers 1920.

- Amphithéâtre de Trèves, ancien amphithéâtre romain
- Abbaye Saint-Maximin de Trèves
- Cathédrale Saint-Pierre de Trèves
- Église Notre-Dame de Trèves
- Basilique de Constantin de Trèves
- Basilique Saint-Paulin de Trèves, d'architecture baroque
- Les thermes impériaux
- Bains romains du Viehmarkt
- Château de Quint
- Cimetière principal de Trèves
- La colonne Sainte-Marie (Mariensäule)
- Château Monaise
- L'enceinte de la cathédrale (Domstadt)
- La maison natale de Karl Marx
- La statue de Karl Marx[12]
- La maison des Rois mages (Dreikönigenhaus)
- Palais des princes électeurs
- La place du Marché (Hauptmarkt)
- Le pont romain (Römerbrücke)
- Le quartier des Grues (Krahnenviertel)
- La ruelle des Juifs (Judengasse)
- Steipe et Maison Rouge
- Les thermes de Barbara
- La tour des Francs (Frankenturm)
- La tour Jérusalem
- Le quartier Pfalzel
- Église de la Trinité (ancienne église des Jésuites)
- Palais Walderdorff

### La villa de Villeneuve-d'Ascq
La villa gallo-romaine du parc archéologique Asnapio de Villeneuve-d'Ascq a été reconstituée d'après des illustrations du musée de Trèves.

## Musées
- Musée rhénan de Trèves (Rheinisches Landesmuseum Trier)
- Musée municipal Saint-Siméon (Stadtmuseum Simeonstift Trier)
- Musée diocésain (Bischöfliches Dom und Diözesanmuseum Trier)
- Maison Karl Marx (Karl-Marx-Haus)
- Écomusée Roscheider Hof
- Le musée de jouets

## Personnalités
- Saint Athanase d'Alexandrie y est exilé en 336-337.
- Saint Ambroise de Milan, évêque de Milan de 374 à 397, un des Pères de l'Église, écrivain et poète.
- Jérôme de Stridon, (saint) semble y avoir résidé quelque temps entre 367 et 372, afin d'y copier des livres.
- Karl von Trier (1265-1324), grand maître de l'Ordre Teutonique.
- Élisabeth de Goerlitz (1390-1451), vendit le duché de Luxembourg à Philippe III de Bourgogne et mourut à Trèves.
- Louis de la Verne (1577-1654), militaire comtois et gouverneur de la ville de 1642 à 1643.
- Louis Counet (1652-1721), peintre d'origine liégeoise, qui fit l'essentiel de sa carrière à Trèves.
- Johann Nikolaus von Hontheim (né à Trèves le 27 janvier 1701 et mort à Montquintin le 2 septembre 1790) et sa nièce, Justina Fébronia von Hontheim, moniale à Juvigny, née à Montquintin en 1745 et morte à Trèves en 1796.
- Jean-Martin Moyë (né en 1730 à Cutting en France) est un prêtre français, fondateur de la Congrégation des Sœurs de la Divine Providence de Saint-Jean de Bassel (enseignement des petites filles dans les campagnes) Il est mort à Trèves le 4 mai 1793.
- Karl Marx (1818-1883) y est né et y a fait ses études secondaires ; on peut toujours visiter sa maison natale.
- Hubert Jacob Ludwig (1852-1913), zoologiste, mycologue, chercheur, professeur et conservateur de musée allemand y est né.
- Peter Lambert (1859-1939), rosiériste.
- Johann Baptist Keune (1858-1937), archéologue et conservateur du musée de Trèves.
- Nicolas Engel (1854 - ap. 1918), homme politique allemand. Il fut député allemand au Landtag d'Alsace-Lorraine de 1911 à 1918.
- Matthias Laros (1882-1965), théologien catholique né à Trèves.
- Marie-Françoise de L'Espinay (1927-2021), artiste peintre et lithographe française, née à Trèves.
- Reimund Dietzen (1959), coureur cycliste, deux fois champion d'Allemagne de cyclisme sur route, est né à Trèves.
- Doris Ahnen (1964), femme politique du SPD, est née à Trèves.
- Nils Schmid (né en 1973), homme politique, président du SPD dans le Land de Bade-Wurtemberg et tête de liste de son parti pour les élections législatives régionales de 2011 dans le Bade-Wurtemberg et actuel vice-ministre-président du Land de Bade-Wurtemberg.
- Frank Christian Marx (né en 1978), acteur et producteur allemand, né à Trèves.
- Franck Borde (né en 1979) est un acteur français né à Trèves.
- François Weigel (né en 1964) est un pianiste, compositeur et chef d'orchestre français né à Trèves.
- Peter Mertes (né en 1952) est le créateur de la marque réunionnaise Pardon !.
- Nikola Bliznakov (1931-2016), chef d'orchestre né en Bulgarie, fondateur de l'orchestre symphonique de Trèves en 1969[13].
- Richard Schmidt (né en 1987), rameur d'aviron, six fois champion du monde, une fois champion olympique, est né à Trèves.

## Jumelages
La ville de Trèves est jumelée avec :
- Gloucester (Royaume-Uni) depuis 1957 ;
- Metz (France) depuis le 3 octobre 1957 ;
- Ascoli Piceno (Italie) depuis le 12 janvier 1958 ;
- Bois-le-Duc (Pays-Bas) depuis le 7 juin 1968 ;
- Pula (Croatie) depuis le 8 septembre 1971 ;
- Fort Worth (États-Unis) depuis le 13 juillet 1987 ;
- Weimar (Allemagne) depuis le 19 octobre 1990 ;
- Nagaoka (Japon) depuis 2006 ;
- Xiamen (Chine) depuis 2009.

Trèves est l’une des quatre villes formant le QuattroPole avec Luxembourg, Metz et Sarrebruck (Saarbrücken). Ce réseau transfrontalier permet la coopération urbaine des quatre villes.